# Німецько-уругвайські відносини
Німецько-уругвайські відносини — зовнішні відносини між Німеччиною та Уругваєм. Німеччина має посольство в Монтевідео. Уругвай має посольство в Берліні, генеральне консульство в Гамбурзі та 6 почесних консульств (у Бремені, Дюссельдорфі, Франкфурті-на-Майні, Мюнхені, Потсдамі та Штутгарті). Німеччина є основним торговим партнером Уругваю в Європейському Союзі.

## Історія

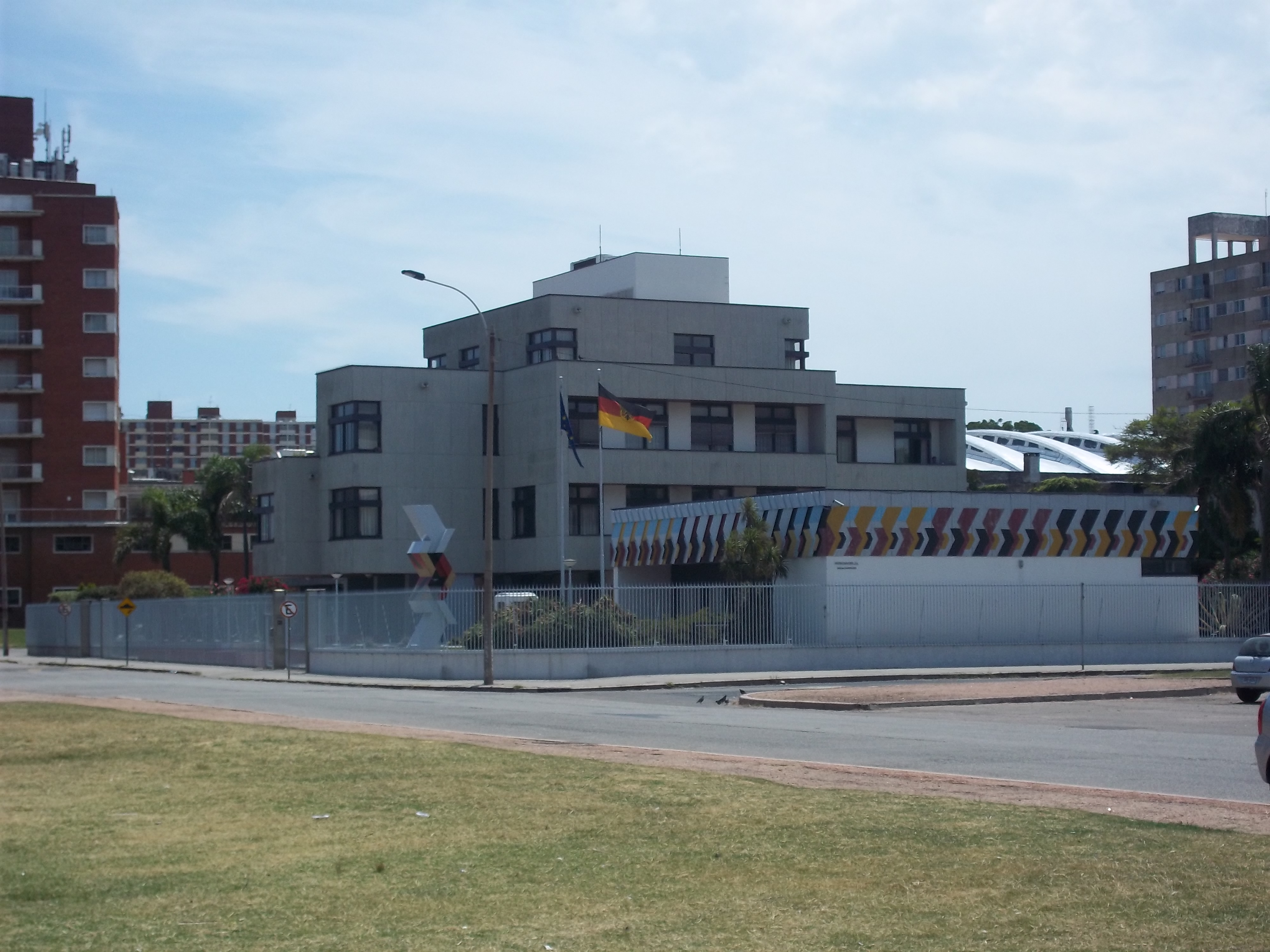
Посольство Німеччини у Монтевідео

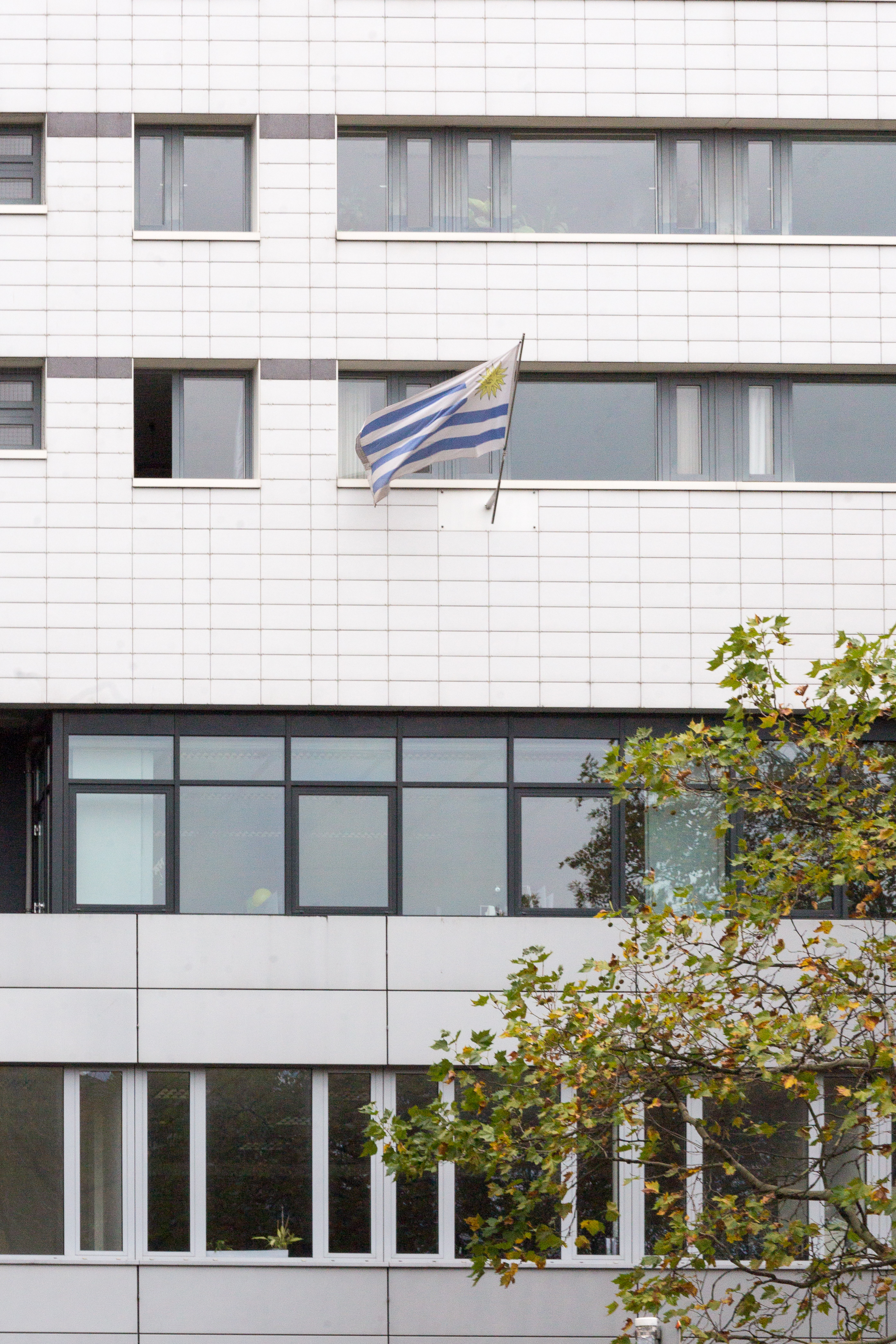
Посольство Уругваю в Берліні

Починаючи з 1850-х років німецькі іммігранти зробили важливий внесок у розвиток Уругваю. Уругвай надавав притулок німецьким євреям, починаючи з 1935 року. Меноністські громади емігрували з Німеччини до Уругваю після Другої світової війни, починаючи з 1948 року.
Під час Першої світової війни Уругвай виступив на боці Німеччини і розірвав дипломатичні відносини.
13 грудня 1939 року біля узбережжя Уругваю відбулася битва на річці Плейт, де британські війська потопили німецький корабель Graf Spee. Була дипломатична боротьба з доктором Альберто Гуані як міністром закордонних справ Уругваю, який постановив, що корабель залишиться в гавані Монтевідео протягом 72 годин. Більшість уцілілого екіпажу Graf Spee із 1150 осіб були інтерновані в Уругваї та Аргентині, і багато хто залишився після війни. Представник посольства Німеччини в Уругваї сказав, що його уряд надіслав офіційного листа, у якому висловив свою позицію щодо того, чи претендує Німеччина на право власності на судно. Претензії Німеччини були б недійсними, оскільки на початку 1940 року нацистський уряд продав права на порятунок судна уругвайському бізнесменові, який діяв від імені британського уряду. Однак згідно з уругвайським законодавством будь-які права на порятунок втратили б чинність.
До 1940 року Німеччина погрожувала розірвати дипломатичні відносини з Уругваєм.
Нацистська Німеччина протестувала проти того, щоб Уругвай надав безпечну гавань замку М. В. Карнарвон після того, як на нього напав нацистський рейдер. Корабель був відремонтований за допомогою сталевої плити, яка, як повідомляється, була врятована з Graf Spee.
25 січня 1942 року Уругвай розірвав дипломатичні відносини з нацистською Німеччиною.
Після Другої світової війни Уругвай встановив дипломатичні відносини, як з Федеративною Республікою Німеччина, так і з Німецькою Демократичною Республікою.
У жовтні 2011 року президент Уругваю Хосе Мухіка відвідав Німеччину з офіційним візитом.

## Культура
В Уругваї є Інститут Гете. Німецька школа Монтевідео — це німецька двонаціональна школа, яка була відкрита в 1857 році. Це була перша німецька школа, відкрита в Південній Америці. Існує спільний вступний іспит до університетів Уругваю та Німеччини, який дає право вступити до університетів обох країн. Німецькомовною школою керують меноніти. Угоду про культурне співробітництво було підписано 8 травня 1989 року.

## Торгівля
Експорт до Німеччини з Уругваю становив 205 мільйонів євро, а уругвайський імпорт з Німеччини становив 133 мільйони євро у 2009 році. Німеччина є основним торговим партнером країни в Європейському Союзі. Ця країна посідає п'яте місце серед країн-експортерів до Уругваю після Бразилії, США, Аргентини та Мексики. А також варто зазначити, що посідає сьоме місце в списку країн-імпортерів після Бразилії, Аргентини, США, Китаю, Венесуели та Росії. Уругвай посідає 84 місце серед постачальників німецького імпорту та 108 місце серед покупців німецького експорту.

## Політичні основи
У Монтевідео є представництва Фонду Фрідріха Еберта та Фонду Конрада Аденауера. Інші німецькі фонди включають Фонд Фрідріха Науманна, Фонд Генріха Бьолля та Фонд Рози Люксембург.